# Tuần hành ở Washington vì Gaza
Tuần hành ở Washington vì Gaza là một cuộc biểu tình vào ngày 13 tháng 1 năm 2024, nhằm phản ứng trước cuộc chiến tranh Israel – Hamas và kêu gọi ngừng bắn giữa hai bên. Cuộc tuần hành được tổ chức bởi Lực lượng Đặc nhiệm Hồi giáo Hoa Kỳ cho Palestine, Hội đồng Quan hệ Hoa Kỳ – Hồi giáo (CAIR) và các nhóm khác. Ngày được chọn trùng với gần 100 ngày kể từ khi cuộc chiến nổ ra. Các cuộc tuần hành tương tự cũng được tổ chức trên toàn cầu, bao gồm ở cả Luân Đôn như một phần của ngày biểu tình toàn cầu.

## Bối cảnh
Đến tháng 1 năm 2024, hơn 23.000 người Gaza đã thiệt mạng do chiến tranh. CAIR trước đó đã gửi một lá thư phản chiến tới Nhà Trắng, liệt kê các yêu cầu bao gồm cả lệnh ngừng bắn và kêu gọi các quan chức Israel "phải chịu trách nhiệm về nạn diệt chủng ở Gaza". Trong tháng 1 năm 2024, Nam Phi đã khởi xướng tố tụng hình sự tại Tòa án Công lý Quốc tế (ICJ) chống lại Israel với cáo buộc tội diệt chủng.

## Biểu tình
Cuộc biểu tình đã được công bố trước như một trong những cuộc biểu tình ủng hộ Palestine lớn nhất. The Washington Post cho biết đây là sự kiện ủng hộ người Palestine lớn thứ hai tại Washington, sau cuộc Tuần hành vì Palestine năm 2023. CAIR tuyên bố có hơn 400.000 người tham dự cuộc tuần hành. Nhiều người biểu tình đã đi xe buýt đến từ nhiều bang khác nhau, bao gồm cả Minnesota và Florida. Ngoài cờ Palestine và keffiyeh, những người biểu tình còn trưng cờ Nam Phi, sau những thủ tục tố tụng của ICJ chống lại Israel do Nam Phi đứng đầu.
Cuộc tuần hành bắt đầu tương tự như một cuộc biểu tình bắt đầu với một loạt các diễn giả ủng hộ Palestine trước khi bắt đầu tuần hành. Ngoài việc chỉ trích chiến tranh và thiệt hại về tính mạng, các diễn giả còn lên tiếng phản đối cuộc tấn công của Hoa Kỳ vào lực lượng Houthi ở Yemen. Các diễn giả tại sự kiện bao gồm cả sự xuất hiện ảo của Wael Al-Dahdouh cũng như bài phát biểu trực tiếp của Cornel West và Jill Stein. Hạ nghị sĩ tiểu bang Iman Jodeh và cựu quan chức Bộ Ngoại giao Hoa Kỳ Josh Paul cũng có đôi lời phát biểu. Trong cuộc tuần hành, một số người biểu tình đã nằm xuống đất để tượng trưng cho những người đã tử vong trong cuộc chiến. Các cuộc tuần hành sau đó tiến về phía National Mall vào Quảng trường Lafayette. Nhiều người biểu tình cũng mang theo biểu ngữ chỉ trích Joe Biden tạo điều kiện cho "diệt chủng".

## Hậu quả
Mặc dù các cuộc tuần hành diễn ra trong hòa bình nhưng nhiều hình vẽ bậy cũng đã xuất hiện xung quanh các khu vực. Ít nhất một người biểu tình đã cố gắng vượt qua hàng rào gần Nhà Trắng.